# 2017 w grach komputerowych

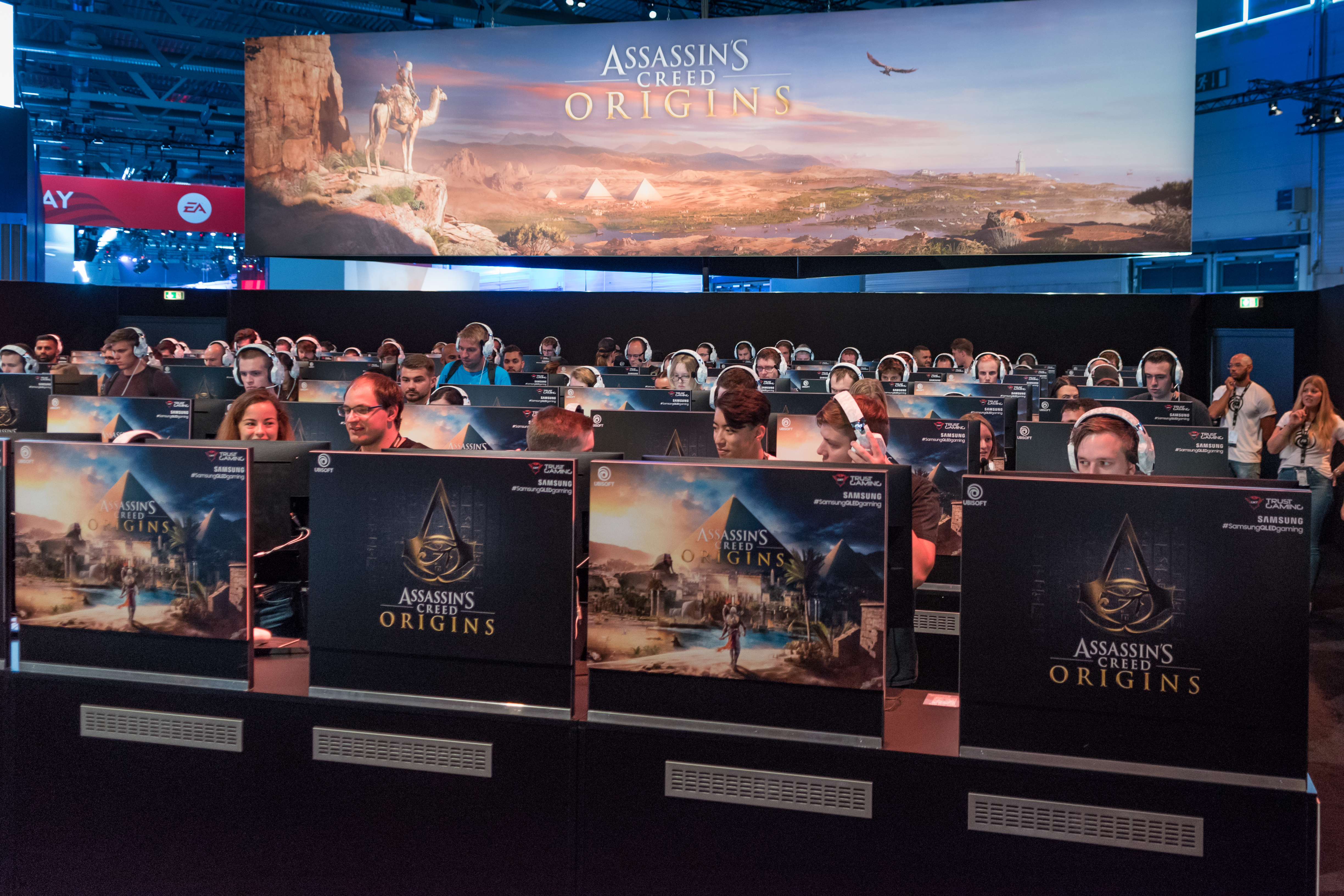
Ludzie grający w Assassins Creed Origins podczas Gamescom 2017

| Skróty platform | Skróty platform                                  |
| --------------- | ------------------------------------------------ |
| DC              | Dreamcast                                        |
| Droid           | Android                                          |
| DS              | Nintendo DS                                      |
| GB              | Game Boy                                         |
| GBA             | Game Boy Advance                                 |
| GBC             | Game Boy Color                                   |
| GCN             | GameCube                                         |
| iOS             | iOS                                              |
| Lin             | komputer osobisty z systemem operacyjnym Linux   |
| Mac             | komputer osobisty Mac                            |
| N64             | Nintendo 64                                      |
| NS              | Nintendo Switch                                  |
| PC              | komputer osobisty                                |
| PS1             | PlayStation                                      |
| PS2             | PlayStation 2                                    |
| PS3             | PlayStation 3                                    |
| PS4             | PlayStation 4                                    |
| PS5             | PlayStation 5                                    |
| PSP             | PlayStation Portable                             |
| PSVita          | PlayStation Vita                                 |
| Wii             | Wii                                              |
| WiiU            | Wii U                                            |
| Win             | komputer osobisty z systemem operacyjnym Windows |
| X360            | Xbox 360                                         |
| XONE            | Xbox One                                         |
| Xbox            | Xbox                                             |
| XSX             | Xbox Series                                      |

Artykuł opisuje ważne wydarzenia w 2017 roku w branży gier komputerowych. Zobacz też: historia gier komputerowych.

## Wydarzenia
| Miesiąc  | Dzień/Dni | Wydarzenie |
| -------- | --------- | --- |
| Styczeń  | 13        | W Tokio podczas prezentacji opublikowano specyfikację techniczną i datę premiery nowej konsoli Nintendo Switch. |
| Luty     | 27-28     | Game Developers Conference w 2017 w San Francisco.                                                              |
| Marzec   | 1-3       | Game Developers Conference w 2017 w San Francisco.                                                              |
| Czerwiec | 13-15     | E3 2017 w Los Angeles Convention Center.                                                                        |
| Sierpień | 22-26     | Gamescom 2017 w Koelnmesse w Kolonii.                                                                           |

## Wydane konsole
Lista konsol wydanych w 2017 roku.
| Miesiąc | Dzień | Konsola         |
| ------- | ----- | --------------- |
| Marzec  | 3     | Nintendo Switch |

## Wydane gry
Lista gier wydanych w 2017 roku.

### Styczeń – marzec
| Miesiąc       | Dzień | Tytuł                                        | Platformy                | Źródła      |
| ------------- | ----- | -------------------------------------------- | ------------------------ | ----------- |
| S T Y C Z E Ń | 18    | Gravity Rush 2                               | PS4                      | [ 2 ]       |
| S T Y C Z E Ń | 24    | Kingdom Hearts HD 2.8 Final Chapter Prologue | PS4                      | [ 3 ]       |
| S T Y C Z E Ń | 24    | Resident Evil 7: Biohazard                   | Win, PS4, XONE           | [ 4 ]       |
| S T Y C Z E Ń | 24    | Yakuza 0                                     | PS4                      | [ 5 ]       |
| S T Y C Z E Ń | 24    | Tales of Berseria                            | Win, PS4                 | [ 6 ]       |
| S T Y C Z E Ń | 30    | Double Dragon IV                             | Win, PS4                 | [ 7 ] [ 8 ] |
| L U T Y       | 7     | NiOh                                         | PS4                      | [ 9 ]       |
| L U T Y       | 7     | WWE 2K17                                     | Win                      | [ 10 ]      |
| L U T Y       | 14    | For Honor                                    | Win, PS4, XONE           | [ 11 ]      |
| L U T Y       | 14    | Ride 2                                       | PS4, XONE                |             |
| L U T Y       | 14    | Sniper Elite 4                               | Win, PS4, XONE           | [ 12 ]      |
| L U T Y       | 16    | The Hunter: Call of the Wild                 | Windows, PS4, Xbox One   | [ 13 ]      |
| L U T Y       | 21    | Halo Wars 2                                  | Win, XONE                | [ 14 ]      |
| L U T Y       | 24    | Operator numeru alarmowego                   | Win, PS4, XONE, Android  | [ 15 ]      |
| L U T Y       | 28    | Horizon Zero Dawn                            | PS4                      | [ 16 ]      |
| L U T Y       | 28    | Torment: Tides of Numenera                   | Win, Mac, Lin, PS4, XONE | [ 17 ]      |
| M A R Z E C   | 3     | The Legend of Zelda: Breath of the Wild      | NS, WiiU                 | [ 1 ]       |
| M A R Z E C   | 7     | Tom Clancy’s Ghost Recon Wildlands           | Win, PS4, XONE           | [ 18 ]      |
| M A R Z E C   | 10    | Nier: Automata                               | PS4                      | [ 19 ]      |
| M A R Z E C   | 17    | Nier: Automata                               | Win                      | [ 20 ]      |
| M A R Z E C   | 23    | Day of Infamy                                | Win, Mac, Lin            | [ 21 ]      |
| M A R Z E C   | 23    | Mass Effect: Andromeda                       | Win, PS4, XONE           | [ 22 ]      |

### Kwiecień – czerwiec
| Miesiąc         | Dzień | Tytuł                                        | Platformy               | Źródła |
| --------------- | ----- | -------------------------------------------- | ----------------------- | ------ |
| K W I E C I E Ń | 4     | Drawn to Death                               | PS4                     | [ 23 ] |
| K W I E C I E Ń | 4     | Parappa the Rapper Remastered                | PS4                     | [ 23 ] |
| K W I E C I E Ń | 4     | Persona 5                                    | PS4, PS3                | [ 23 ] |
| K W I E C I E Ń | 5     | Blackwood Crossing                           | Win, PS4, XONE          | [ 23 ] |
| K W I E C I E Ń | 7     | Bulletstorm: Full Clip Edition               | Win, PS4, XONE          | [ 24 ] |
| K W I E C I E Ń | 7     | Lego City: Tajny agent                       | Win, PS4, XONE, NS      | [ 25 ] |
| K W I E C I E Ń | 18    | Guardians of the Galaxy: The Telltale Series | Win, PS4, XONE, Android | [ 26 ] |
| K W I E C I E Ń | 18    | Full Throttle Remastered                     | Win, PS4, PSVita        | [ 27 ] |
| K W I E C I E Ń | 20    | Syberia 3                                    | Win, PS4, XONE          | [ 28 ] |
| K W I E C I E Ń | 20    | Inner Chains                                 | Win                     | [ 29 ] |
| K W I E C I E Ń | 25    | Sniper: Ghost Warrior 3                      | Win, PS4, XONE          | [ 30 ] |
| K W I E C I E Ń | 25    | Outlast 2                                    | Win, PS4, XONE          | [ 31 ] |
| K W I E C I E Ń | 27    | Warhammer 40,000: Dawn of War 3              | Win                     | [ 32 ] |
| K W I E C I E Ń | 28    | Constructor HD                               | Win, PS4, XONE          | [ 33 ] |
| K W I E C I E Ń | 28    | Little Nightmares                            | Win, PS4, XONE          | [ 34 ] |
| M A J           | 5     | Prey                                         | Win, PS4, XONE          | [ 35 ] |
| M A J           | 16    | The Surge                                    | Win, PS4, XONE          | [ 36 ] |
| M A J           | 19    | Injustice 2                                  | PS4, XONE               | [ 37 ] |
| M A J           | 26    | Get Even                                     | Win, PS4, XONE          | [ 38 ] |
| M A J           | 26    | Rime                                         | Win, PS4, XONE          | [ 39 ] |
| M A J           | 30    | Rising Storm 2: Vietnam                      | Win                     | [ 40 ] |
| C Z E R W I E C | 2     | Tekken 7                                     | Win, PS4, XONE          | [ 41 ] |
| C Z E R W I E C | 9     | Dirt 4                                       | Win, PS4, XONE          | [ 42 ] |
| C Z E R W I E C | 30    | Crash Bandicoot N. Sane Trilogy              | PS4                     | [ 43 ] |

### lipiec – wrzesień
| Miesiąc         | Dzień | Tytuł                                                | Platformy                     | Źródła |
| --------------- | ----- | ---------------------------------------------------- | ----------------------------- | ------ |
| L I P I E C     | 21    | Splatoon 2                                           | NS                            | [ 44 ] |
| S I E R P I E Ń | 1     | The Long Dark                                        | Win, Mac, Linux, PS4, XONE    | [ 45 ] |
| S I E R P I E Ń | 8     | Hellblade: Senua’s Sacrifice                         | Win, PS4, XONE                | [ 46 ] |
| S I E R P I E Ń | 23    | Uncharted: Zaginione dziedzictwo                     | PS4                           | [ 47 ] |
| S I E R P I E Ń | 25    | F1 2017                                              | Win, PS4, XONE                | [ 48 ] |
| S I E R P I E Ń | 29    | Ark: Survival Evolved                                | Win, Mac, Lin, PS4 i XONE.    | [ 49 ] |
| S I E R P I E Ń | 31    | Life is Strange: Before the Storm – Episode 1: Awake | Win, PS4, XONE                | [ 50 ] |
| W R Z E S I E Ń | 14    | Pro Evolution Soccer 2018                            | Win, PS3, PS4, X360, XONE     | [ 51 ] |
| W R Z E S I E Ń | 14    | Divinity: Original Sin II                            | Win                           | [ 52 ] |
| W R Z E S I E Ń | 22    | Project CARS 2                                       | Win, PS4, XONE                | [ 53 ] |
| W R Z E S I E Ń | 29    | Cuphead                                              | Win, XONE                     | [ 54 ] |
| W R Z E S I E Ń | 29    | FIFA 18                                              | Win, NS, PS3, PS4, X360, XONE | [ 55 ] |

### październik – grudzień
| Miesiąc               | Dzień | Tytuł                                                          | Platformy                    | Źródła        |
| --------------------- | ----- | -------------------------------------------------------------- | ---------------------------- | ------------- |
| P A Ź D Z I E R N I K | 3     | Forza Motorsport 7                                             | Win, XONE                    | [ 56 ]        |
| P A Ź D Z I E R N I K | 10    | Śródziemie: Cień wojny                                         | Win, PS4, XONE               | [ 57 ]        |
| P A Ź D Z I E R N I K | 17    | WWE 2K18                                                       | Win, PS4, XONE               | [ 58 ]        |
| P A Ź D Z I E R N I K | 17    | South Park: The Fractured but Whole                            | Win, PS4, XONE               | [ 59 ]        |
| P A Ź D Z I E R N I K | 18    | Gran Turismo Sport                                             | PS4                          | [ 60 ]        |
| P A Ź D Z I E R N I K | 19    | Life is Strange: Before the Storm – Episode 2: Brave New World | Win, PS4, XONE               | [ 61 ]        |
| P A Ź D Z I E R N I K | 27    | Assassin’s Creed Origins                                       | Win, PS4, XONE               | [ 62 ]        |
| P A Ź D Z I E R N I K | 27    | Super Mario Odyssey                                            | NS                           | [ 63 ]        |
| P A Ź D Z I E R N I K | 27    | Wolfenstein II: The New Colossus                               | Win, PS4, XONE               | [ 64 ]        |
| L I S T O P A D       | 3     | Call of Duty: WWII                                             | Win, PlayStation 4, Xbox One | [ 65 ]        |
| L I S T O P A D       | 8     | Operator numeru alarmowego                                     | XONE                         | [ 66 ]        |
| L I S T O P A D       | 10    | Need for Speed Payback                                         | Win, PS4, XONE               | [ 67 ]        |
| L I S T O P A D       | 10    | Operator numeru alarmowego                                     | Android, iOS                 | [ 68 ] [ 69 ] |
| L I S T O P A D       | 16    | Verdun                                                         | XONE                         | [ 70 ]        |
| L I S T O P A D       | 17    | Star Wars: Battlefront II                                      | Win, PS4, XONE               | [ 71 ]        |
| L I S T O P A D       | 28    | Operator numeru alarmowego                                     | PS4                          | [ 72 ]        |
| G R U D Z I E Ń       | 6     | WWE 2K18                                                       | NS                           | [ 58 ]        |
| G R U D Z I E Ń       | 7     | SpellForce 3                                                   | Win                          | [ 73 ]        |
| G R U D Z I E Ń       | 12    | PlayerUnknown’s Battlegrounds                                  | XONE                         | [ 74 ]        |
| G R U D Z I E Ń       | 18    | 60 Seconds!                                                    | NS                           | [ 75 ]        |
| G R U D Z I E Ń       | 19    | Life is Strange: Before the Storm – Episode 3: Hell is Empty   | Win, PS4, XONE               | [ 76 ]        |
| G R U D Z I E Ń       | 21    | PlayerUnknown’s Battlegrounds                                  | Win                          | [ 77 ]        |